# Die Frau des Polizisten
Die Frau des Polizisten ist ein deutsches Drama von Philip Gröning, das im August 2013 im Wettbewerb der 70. Internationalen Filmfestspiele von Venedig uraufgeführt wurde und dort den Spezialpreis der Jury gewann.

## Inhalt
Christine lebt mit ihrem Mann Uwe und der vierjährigen Clara in einer Kleinstadt. Uwe ist Polizist, er fährt mit wechselnden Kollegen Streife, in der Wohnung befindet sich jedoch auch die Ausrüstung eines Bereitschaftspolizisten, mit der die kleine Clara spielt.
Christine ist mit Clara viel allein. Sie spielt sehr einfühlsam und liebevoll mit ihr, erzählt Geschichten, erfindet kindliche Dialoge. Es gibt auch einige familiäre Szenen zu dritt.
Das Verhältnis Christines zu ihrem Mann ist zunächst ebenfalls spielerisch und liebevoll, Armdrücken, Darts, eine originelle Dartsvariante mit Seifenblasen; die spielerische Rivalität schlägt später in Dominanzverhalten und Gewalt um. Zu sehen sind anfangs nur Blutergüsse auf Christines Körper.
Nach ca. 2/3 der 59 Kapitel findet die gewalttätige Auseinandersetzung auch sichtbar statt, sichtbar auch für die kleine Clara. Der Vater versucht, ihr und dem Zuschauer gegenüber die Blutergüsse mit einer geheimnisvollen Krankheit der Mutter zu erklären. Gegen Ende des Films kommt es zu einer dramatischen verbalen und gewalttätigen Konfrontation der Eheleute, es scheint, als sei Christine durch einen Schlag und Sturz ums Leben gekommen. Clara legt sich neben sie, als schlafe die Mutter. Im folgenden Kapitel 57 baden Mutter und Kind in der heimischen Wanne, tauchen zunächst spielerisch, Clara scheint zu ertrinken, bleibt ohne Hilfe der Mutter. Es könnte sich auch um eine Traumszene der schlafenden Clara handeln. Darauf deutet auch Kapitel 58 hin: ein unbewegtes Bild aus der Perspektive einer am Boden liegenden Person (Clara?)
Im letzten, 59. Kapitel liegt Clara schlafend oder tot (?) auf dem Rücken, schlägt aber als Schlussbild des Films die Augen auf, erschrickt.

## Struktur des Films
Der Film ist in 59 Kapitel gegliedert, die jeweils in Vor- und Abspann der Kapitelnummer eingebettet und von einer langen Schwarzblende getrennt sind. Ein ungewöhnliches Format, das den Zuschauer zwingt, seine medialen Sehgewohnheiten abzulegen und sich auf die quälende Langsamkeit der Geschichte einzulassen.

## Produktion und Hintergrund
Die Dreharbeiten dauerten vom 11. April bis 19. Juni 2010. Gedreht wurde im münsterländischen Stadtlohn, das nahe der niederländischen Grenze liegt sowie in der nahen Umgebung. Produktionsfirma war die Philip Gröning Filmproduktion (Düsseldorf) in Co-Produktion mit Bavaria Pictures GmbH (München-Geiselgasteig) sowie der 3L Filmproduktion GmbH (Dortmund) in Zusammenarbeit mit dem Bayerischen Rundfunk (BR), dem ZDF sowie Arte. Gefördert wurde der Film durch die Film- und Medienstiftung NRW (Düsseldorf), den Deutschen Filmförderfonds (DFFF) (Berlin), den Beauftragten der Bundesregierung für Kultur und Medien-Filmförderung (Berlin) sowie die Filmförderungsanstalt (FFA) (Berlin).
Philip Gröning hat bereits in seinen mehrfach preisgekrönten Filmen Sommer!, Terroristen und Stachoviak! ohne Drehbuch gearbeitet. Durch die intensive und vertrauensvolle Arbeit mit den Schauspielern entstand Besonderes. „Ein Blick auf die Wirklichkeit, der in seiner Unmittelbarkeit berührt.“

## Auszeichnungen
Bei den Internationalen Filmfestspielen von Venedig gewann Die Frau des Polizisten den Spezialpreis der Jury.

## Kritik
„Die Frau des Polizisten ist ein biorhythmisches Experiment, bestehend aus Momentaufnahmen, atmosphärischen Kapseln, kleinen in sich geschlossenen Geschichten. Mutter, Vater, Kind. Wie sie sich aufeinander beziehen, sich berühren, im Licht des Anderen leben, füreinander da sind. Wie das Miteinander scheitert. Wie die Zärtlichkeit den Ton angibt. Im nächsten Kapitel der unendliche, unbeschreibbare Schmerz. Ein waches Kameraauge erfasst alle Regungen, steuert den Blick auf die blauen Flecke. […] Es ist eine befremdliche Entscheidung, die Philip Gröning getroffen hat, Die Frau des Polizisten in so viele, behäbig voneinander getrennte Abschnitte zu unterteilen. Doch sie wirkt.“

„In 59 Variationen erzählt Gröning von einer mitleidlosen Welt, die sich einfach weiterdreht, und für jede dieser Variationen hat er eine eigene filmische Sprache gefunden. Mal wirft er sich mit der Handkamera regelrecht in eine Szene hinein, mal bleibt er ein distanzierter Beobachter. Mal begegnet er den Figuren auf Augenhöhe, mal fällt sein Blick von oben auf ihr Treiben. Doch immer spürt man eine bedrückende Nähe, ein unendliches Mitgefühl, das einen sprachlos und zutiefst getroffen zurücklässt.“